# Kreisgericht Dramburg
Das Kreisgericht Dramburg war ein preußisches Kreisgericht in der damaligen Provinz Pommern mit Sitz in der Stadt Dramburg.

## Geschichte
In Bezirk des Kreisgerichts Dramburg bestanden bis 1849 das königliche Stadtgericht Dramburg sowie viele Patrimonialgerichte.
1849 wurden in Preußen einheitlich Kreisgerichte geschaffen. Hierbei wurde die Patrimonialgerichtsbarkeit abgeschafft und die Patrimonialgerichte wurden aufgehoben. Auch die eingangs genannten Gerichte wurden aufgehoben und es entstand das Königliche Kreisgericht Dramburg im Sprengel des Appellationsgerichts Cöslin. Es war für den Kreis Schivelbein, den Kreis Dramburg außer dem Rittergut Zabow und einen Teil des Kreises Arnswalde zuständig.
Zuständiges Schwurgericht war das Kreisgericht Neustettin. Am Gericht waren 1870 ein Direktor und acht Kreisrichter eingesetzt. 1870 betrug die Zahl der Gerichtseingesessenen 57.430. Gerichtskommissionen bestanden in Callies, Falkenburg und Schivelbein.
Im Rahmen der Reichsjustizgesetze wurde das Gerichtswesen in Deutschland 1879 vereinheitlicht. Damit wurde das Kreisgericht Dramburg aufgehoben und das königlich preußische Amtsgericht Dramburg mit Wirkung zum 1. Oktober 1879 als eines von 13 Amtsgerichten im Bezirk des Landgerichtes Stargard als Nachfolger gebildet. Auch die Gerichtskommissionen wurden in Amtsgerichte umgewandelt (Amtsgericht Callies, Amtsgericht Falkenburg und Amtsgericht Schivelbein).